# Louisville Open 1972
Il Louisville Open 1972 è stato un torneo di tennis giocato sulla terra verde. È stata la 3ª edizione del torneo, che fa parte del World Championship Tennis 1972. Si è giocato a Louisville negli Stati Uniti dal 24 al 30 luglio 1972.

## Campioni

### Singolare maschile
Arthur Ashe ha battuto in finale  Mark Cox con il punteggio di 6–4, 6–4

### Doppio maschile
John Alexander /  Phil Dent hanno battuto in finale  Arthur Ashe /  Robert Lutz con il punteggio di 6–4, 6–3